# Ходневич, Алексей Дмитриевич
Алексей Дмитриевич Ходневич (бел. Аляксей Дзмітрыевіч Хадневіч; род. 2 ноября 1987, Свислочь, Гродненская область) — белорусский футболист, нападающий клуба «Крумкачи», тренер.

## Карьера

### Начало карьеры
Воспитанник футбольного клуба «Звезда-БГУ». В 2006 году стал выступать за резервную команду клуба «Дарида». Затем еще через год перешёл в МТЗ-РИПО. Отправился со второй командой клуба выступать во Вторую лигу. Провёл за клуб 22 матча, в которых отличился 3 забитыми голами, однако в третьем дивизионе команда заняла лишь 15 место. По окончании сезона покинул клуб. В 2008 году стал игроком дзержинской «Ливадии», где зарекомендовал себя. В 24 матчах проведённых за клуб отличился 19 забитыми голами. В 2009 году перешёл в «Руденск» и вместе с клубом смог выиграть Вторую лигу. Дебютировал в Первой лиге 17 апреля 2010 года в матче против «Гомеля». Затем в июле 2010 года перешёл в СКВИЧ, вместе с которым заняли 2 место в Первой лиге. Однако в 2011 году вернулся в «Руденск». Вскоре перешёл в «Городею», однако не смог закрепиться в клубе. Затем снова побывал в «Ливадии», «Звезде-БГУ» и еще находился в распоряжении СКВИЧа.

### «Звезда-БГУ»
В 2013 году снова вернулся в «Звезду-БГУ», вместе с которой выступал во Второй лиге. Занял с клубом 3 место в чемпионате и получил повышение в Первую лигу. В марте 2014 года подписал контракт с клубом. Первый матч сыграл 19 апреля 2014 года против светлогорского «Химика», отличившись голом с пенальти. В матче 4 мая 2014 года против «Ислочи» отличился дублем. Затем продолжил отличаться результативными взятиями ворот за клуб. В матче 28 июня 2014 года против «Слонима» записал на свой счёт хет-трик.

#### Аренда в «Днепр» Могилёв
В августе 2014 года отправился в аренду в могилёвский «Днепр». Дебют футболиста в Высшей лиге состоялся 19 октября 2014 года в матче против «Слуцка», выйдя на замену на 72 минуте. Не смог закрепиться в могилёвском клубе и по окончании арендного соглашения покинул клуб.
В 2015 году продолжил тренироваться с «Звездой-БГУ». Первый матч сыграл 19 апреля 2015 года в матче против «Барановичей». Первыми голами отличился 3 мая 2015 года в матче против «Городеи», отличившись дублем. Своим вторым дублем отличился 17 мая 2015 года в матче против «Слонима». Спустя почти месяц оформил свой третий дубль в матче против светлогорского «Химика».

### «Смолевичи-СТИ»
В августе 2015 года перешёл в «Смолевичи-СТИ». Дебютировал за клуб 9 августа 2015 года в матче против «Орши», также отличившись забитым дебютным голом. Первый дубль за клуб забил 30 августа 2015 года в матче против могилёвского «Днепра». В следующий раз 2 гола футболист забил 19 сентября 2015 года в матче против клуба «Речица-2014». По окончании сезона в 13 матчах отличился 12 забитыми голами. В общем плане стал вторым бомбардиром Первой лиги с 19 голами.

### «Орша»
В апреле 2016 года перешёл в «Оршу». Дебютировал за клуб 17 апреля 2016 года в матче против «Гомеля», также отличившись дебютным голом за клуб. В матче 14 мая 2016 года отличился дублем, забив 2 гола в ворота «Смолевичей-СТИ». Следующим дубль за клуб оформил 18 июня 2016 года в матче против клуба «Ошмяны-БГУФК». В середины июля начал голевую серию, забивая почти в каждом матче. В матче 16 июля 2016 года против минского «Луча» на 23 минуте был удалён вратарь оршанского клуба Евгений Гудзенко и его место занял сам футболист, который также являлся капитаном команды. Став на ворота футболист пропустил 4 гола и в концовке матча еще забил гол. Затем 9 сентября 2016 года отличился своим третьим дублем за клуб в матче против «Звезды-БГУ». Своим последним дублем в сезоне отличился 8 октября 2016 года в матче против «Ошмян». По итогу сезона снова стал вторым бомбардиром чемпионата и лучшим в клубе.
В 2017 году продолжил выступать в оршанский клуб. Первый матч в сезоне сыграл 8 апреля 2017 года против пинской «Волны». Первый гол забил в ворота столбцовского клуба «Неман-Агро» 6 мая 2017 года. В матче 14 июня 2017 года в рамках Кубка Беларуси против пинской СДЮШОР-3 в течение 28 минут отличился 4 забитыми голами. В 2017 году также стал детским футбольным тренером в «Футбольной Школе Николая Мурашко». По итогу сезона вошёл в четвёрку лучших бомбардиров Первой лиги, где 3-4 место поделили он и Алексей Руденок, забив каждый по 14 голов. По окончании сезона решил покинуть клуб.

### Продолжение карьеры
В январе 2018 года тренировался с «Крумкачами». Хоть клуб и не получил лицензию на выступление на сезон 2018 года, в апреле футболист отправился помогать клубу во Второй лиге. По итогу сезона отличился 11 голами и стал серебряным призёром чемпионата, тем самым помог «Крумкачам» получить прямую путёвку в Первую лигу. В феврале 2019 года стал свободным агентом. Затем стал игроком «Узды», вместе с которой стал лучшим бомбардиром Второй лиги в 2019 году, однако смог занять с клубом лишь 7 место в турнирной таблице. В 2020 году представлял петриковский «Шахтёр», вместе с которым стал серебряным призёром Второй лиги, а сам футболист стал вторым лучшим бомбардиром чемпионата с 30 голами.
В 2021 году стал игроком «Островца». Вместе с клубом стал победителем Второй лиги. Также побил свой рекорд по результативности, наколотив за сезон 59 голов. В 2022 году продолжил выступать за клуб. В первом же матче сезона 9 апреля 2022 года против «Молодечно-2018» отличился голом и результативной передачей. Первый дубль забил 23 апреля 2022 года в матче против «Слонима». Своим вторым дублем в сезоне отличился 21 августа 2022 года в матче против пинской «Волны». По итогу сезона вместе с клубом занял 5 место в Первой лиге, а также стал лучшим бомбардиром и игроком по системе гол+пас с 8 забитыми мячами и 5 результативными передачами. В марте 2023 года футболист решил продолжить футбольную карьеру игрока и присоединился к червенскому «Колосу» из Второй лиги.

## Тренерская карьера
В декабре 2022 года футбольная академия под названием «ДНК Нации», где наряду с обычными группами детей, футболом также занимаются дети с аутизмом, заявила о том, что в 2023 году планирует заявиться во Вторую лигу, где Ходневич будет исполнять роль главного тренера. В январе 2023 года футболист покинул «Островец» и завершил профессиональную карьеру футболиста. По окончании профессиональной карьеры остался лучшим бомбардиром Второй Лиги. Сам же Ходневич продолжил работать тренером в футбольной академии «ДНК Нации». Из-за того, что футбольная академия решила не участвовать в Второй Лиге, Ходневич продолжил футбольную карьеру.
В марте 2024 года в качестве ассистента главного тренера присоединился к петриковскому «Шахтёру». В январе 2025 года вошёл в тренерский штаб солигорского «Шахтёра». Однако вскоре клуб начал процесс банкротства и вскоре прекратил существование. В конце апреля 2025 года вошёл в тренерский штаб минских «Крумкачей», вместе с которым в роли играющего тренера стал выступать во Второй лиге.

## Достижения
Клубные
«Руденск»
- Победитель Второй лиги: 2009

«Островец»
- Победитель Второй лиги: 2021

Личные
- Лучший бомбардир Второй лиги: 2008 (19), 2019 (30), 2021 (59)